# Claude-Charles Charaux
Claude-Charles Charaux est un philosophe catholique français, professeur à l'université de Grenoble, né à Pont-à-Mousson le 28 septembre 1828, et mort à Grenoble le 6 septembre 1908,,.

## Biographie
Claude Charles Charaux est le fils de Charles Charaux, professeur au collège de Pont-à-Mousson, et de Catherine Méline. Il est le frère d'Auguste Charaux (1832-1912), tertiaire de Saint-François, professeur de littérature des facultés catholiques de Lille, Victor Charaux, supérieur du Petit séminaire de Pont-à-Mousson, puis du Grand séminaire de Nancy, transféré ensuite à Bosserville, Théophile Charaux, jésuite, supérieur des Missions du Canada, et Henri Charaux, historien de Pont-à-Mousson.
Il a d'abord fait ses études à Pont-à-Mousson, puis au lycée Louis-le-Grand et au collège Sainte-Barbe à Paris. Il est ancien élève de l'École normale supérieure (promotion 1848) avec Hippolyte Taine.
Il a été nommé professeur de philosophie au collège de Saint-Mihiel en 1852, puis l'année suivante professeur adjoint pour les lettres au lycée de Metz, en 1854 il occupe le poste de professeur suppléant de philosophie au lycée de Saint-Étienne, en 1855, il est professeur suppléant de philosophie au lycée de la Roche-sur-Yon avant d'être chargé du cours de philosophie au lycée de Bar-le-Duc de 1856 à 1871.
En 1865, il a présenté ses thèses latines et françaises à la faculté des lettres de l'université de Nancy.
De 1871 à 1873, il est professeur de philosophie suppléant à la faculté des lettres de l'université de Grenoble au moment où Guillaume Anne Patru (1798-1879) professeur de philosophie  depuis septembre 1847 est admis à prendre sa retraite, le 4 octobre 1871. En 1873, il est nommé professeur de philosophie de la faculté de lettres de l'université de Grenoble. Il est admis à prendre sa retraite en 1896.
Il a fait partie de groupe d'universitaires catholiques « fidèles au spiritualisme français », parmi lesquels on peut citer : Léon Ollé-Laprune (1839-1898), membre de l'Académie des Sciences morales et politiques en 1897, Amédée de Margerie (1825-1905), Elme-Marie Caro (1826-1887), George Fonsegrive (1852-1917). Il se rattache au rationalisme religieux. Dans De l'Esprit philosophique et de la liberté d'esprit, il pose que l'esprit philosophique est le talent de penser puis il développe la définition qui converge vers un esprit cultivé né de la Parole intérieure. Pour lui tout commence et finit par un acte de foi, et le vrai philosophe « s'efforce de rapporter chaque chose à son ordre et tout ordre à Dieu ».
Il est membre de l'Académie delphinale depuis 1873. Il en est élu président en 1886.

## Publications
- Quid de gloria senserit Marcus Tullius Cicero, thèse latine de doctorat ès lettres présentée à la Faculté des lettres de l'université de Nancy, Ladrange éditeur, Paris, 1866 (lire en ligne)
- De la Méthode morale, thèse française de doctorat ès lettres présentée à la Faculté des lettres de l'université de Nancy, Ladrange éditeur, Paris, 1866
- De l'Art d'enseigner et en particulier de l'enseignement de la morale, E. Belin éditeur, Paris, 1867
- Simple exposé des principes de la philosophie morale à l'usage de tous, Contant-Laguerre, Bar-le-Duc, 1867
- La Métaphysique simplifiée et agrandie, ou Méditations sur les principes de la philosophie, E. Belin, Paris, 1868
- La Pensée et l'amour, Durand et Pedone-Lauriel, Paris, 1869 (lire en ligne)
- La Philosophie et le Concile, lettre d'un philosophe socratique à Mgr Mermillod, C. Douniol, Paris, 1869
- Philosophes et savants. Dialogues de philosophie socratique, C. Douniol, Paris, 1869
- De l'esprit socratique. 1re leçon. Cours de philosophie à la Faculté des lettres de Grenoble, décembre 1871 (lire en ligne)
- La Crise de Cent ans. L'exilé Lorrain. Le sommet de la cité chrétienne, J. Albanel et E. Baltenweck, Paris, 1875
- De la Méthode morale, Ladrange , Paris, 1876
- De l'esprit philosophique, 1877
- Le temps et l'unité de temps, 1878
- Une Journée à Domremy (4 octobre 1877), Contant-Laguerre, Bar-le-Duc, 1878
- L'Ombre de Socrate, petits dialogues de philosophie socratique, précédés d'une introduction sur le rire et le sourire, Durand et Pedone-Lauriel éditeurs, Paris, 1878
- De la pensée, A. Durand et Pedone-Lauriel, Paris, 1881-1884, 3 vol. 1881, (3e partie). Notes et réflexions, 1884
- De la Pensée. Les Femmes et le progrès de la pensée, Pedone-Lauriel, Paris, 1882
- Petit manuel de morale (les principes de la philosophie morale) , A. Durand et Pedone-Lauriel, Paris, 1883 (lire en ligne)
- Philosophie religieuse. Dialogues et récits, Grenoble, 1884 (lire en ligne)
- «L'Art et le Christianisme. Visite à deux artistes contemporains», dans Bulletin de l'Académie delphinale 1886, 1887, p. 285-304 (lire en ligne)
- De l'Esprit philosophique et de la liberté d'esprit, Pedone-Lauriel, Paris, 1888
- « L'étude de l'Histoire en province et dans les Académies de province », dans Bulletin de l'Académie delphinale 1887-1888, 1889, p. 1-15 (lire en ligne)
- La Cité chrétienne, dialogues et récits, Firmin-Didot, Paris, 1890
- La Civilisation et la pensée, imprimerie de F. Allier et fils , Grenoble, 1891
- De la Mesure, imprimerie de F. Allier et fils , Grenoble, 1891
- De l'esprit et de l'esprit philosophique , Pedone-Lauriel éditeur, Paris, 1892 (lire en ligne)
- L'Histoire et la pensée, essai d'une explication de l'histoire par l'analyse de la pensée, Pedone-Lauriel éditeur, Paris, 1893
- Montmartre. I, Les origines de l'Universelle architecture. II, Jusqu'au seuil du sanctuaire, Grenoble, 1894 (lire en ligne)
- L'ermite d'Auteuil (de la liberté), imprimerie de F. Allier père et fils, Grenoble, 1895 (lire en ligne)
- L'art et la pensée, imprimerie de F. Allier père et fils, Grenoble, 1897
- Notes et réflexions. Pensées et portraits, Pedone-Lauriel éditeur, Paris, 1898 (lire en ligne)
- Lettres et journal de la montagne. Le beau, l'art et la pensée, A. Pedone-Lauriel, Paris, 1899 (lire en ligne)
- Le Caractère national et le génie de la France, conférence donnée à Grenoble et en Lorraine au printemps et à l'automne de 1899, A. Pedone, Paris, 1900
- Les éléments primitifs de la pensée. L'âme humaine, les sociétés, l'Église, imrimerie Allier frères, Grenoble, 1902 (lire en ligne)
- De la Pensée et des éléments primitifs de la pensée, A. Pedone, Paris, 1903
- L'idée de Dieu. La philosophie à Uriage-les-Bains, A. Pedone éditeur, Paris, 1903 (lire en ligne)
- "Nora et vetera". I. Esprit et matière. II. L'Église catholique à l'heure présente. III. Appendice, A. Pedone, Paris, 1908

## Distinctions
- Chevalier de la Légion d'honneur en 1900[11]